# AKIBA'S COLLECTION
『AKIBA'S COLLECTION』（アキバズコレクション）は、テレビアニメ『AKIBA'S TRIP -THE ANIMATION-』の各話エンディングテーマを収録したコンピレーション・アルバムである。2017年3月22日にEVIL LINE RECORDSより発売された。

## 概要
2017年1月から放映のテレビアニメ『AKIBA'S TRIP -THE ANIMATION-』にて、各話のエンディングテーマにそれぞれ違った計10組の豪華アーティストを抜擢し、番組を盛り上げていくというプロジェクトが始動した。本アルバムはその一環として発売されるもの。同年5月20日には、神奈川県民ホールにて本アルバムの収録曲を引っ提げたライブイベント『AKIBA'S FESTIVAL』が開催。
アルバム参加アーティストおよびメンバーは以下の通りである。（50音順）
- i☆Ris（山北早紀・芹澤優・茜屋日海夏・若井友希・久保田未夢・澁谷梓希）
- イヤホンズ（高野麻里佳・高橋李依・長久友紀）
- A応P（巴奎依・広瀬ゆうき・福緒唯・水希蒼）
- every♥ing!（木戸衣吹・山崎エリイ）
- 中川翔子
- petit milady（悠木碧・竹達彩奈）
- みみめめMIMI
- ミルキィホームズ（三森すずこ・徳井青空・佐々木未来・橘田いずみ）
- 桃井はるこ
- ゆいかおり（小倉唯・石原夏織）

## 収録曲
1. B Ambitious! / ゆいかおり
  - 作詞：7chi子♪ 作曲：渡邉俊彦 編曲：大久保薫
  - TRIP1エンディングテーマ
2. リライミライ / みみめめMIMI
  - 作詞・作曲：ユカ 編曲：ゆうゆ
  - TRIP2エンディングテーマ
3. サンキトウセン! / イヤホンズ
  - 作詞・作曲・編曲：エンドウ.（GEEKS）
  - TRIP3・TRIP12エンディングテーマ
  - 本アルバムに収録されているバージョンの他に、テレビアニメの劇中にてまとめ、にわか、有紗の3人で結成されたアイドルユニット・まにあーずのバージョン（TRIP3・TRIP13挿入歌、TRIP4エンディングテーマ）も存在するが、本アルバムでは未収録。
4. 超反応ガール / A応P
  - 作詞：NAGAE 作曲：南直博 編曲：西岡和哉
  - TRIP5エンディングテーマ
5. 心のメモリー / every♥ing!
  - 作詞：咲岡里奈 作曲・編曲：松坂康司
  - TRIP6エンディングテーマ
6. 恋に新参! / 中川翔子
  - 作詞：大槻ケンヂ 作曲・編曲：山田高弘 客演：レディビアード
  - TRIP7エンディングテーマ
7. Fighting♡Dramatic / ミルキィホームズ
  - 作詞：南野Emily 作曲・編曲：山崎真吾
  - TRIP8エンディングテーマ
8. セカイじゅうのAKIHABARAで / 桃井はるこ
  - 作詞・作曲：桃井はるこ 編曲：Haraddy
  - TRIP9エンディングテーマ
9. 空腹からやりなおせ! / petit milady
  - 作詞：中村彼方 作曲：浅原康浩 編曲：佐藤清喜
  - TRIP10エンディングテーマ
10. DIVE TO LIVE / i☆Ris
  - 作詞・作曲・編曲：エンドウ.（GEEKS）
  - TRIP11エンディングテーマ

## 本アルバム以外で収録されているパッケージ
- ゆいかおり
  - ベストアルバム『Y&K』（2017年6月21日発売）
- みみめめMIMI
  - ベストアルバム『みみめめMIMI BEST ALBUM 〜Bon! Voyage!〜』（2017年9月13日発売）
- イヤホンズ
  - mora限定配信ベストアルバム『6/18 イヤホンズ2周年記念LIVE「月世界旅行楽団」セットリスト』（2017年6月18日配信）
  - 2ndアルバム『Some Dreams』（2018年3月14日発売）
- A応P
  - ベストアルバム『Y』（2017年4月29日発売）
- every♥ing!
  - シングル『笑顔でサンキュー!』（2017年9月6日発売）
- ミルキィホームズ
  - シングル『Pleasure Stride』（2017年6月7日発売）
- petit milady
  - アルバム『petit miretta』（2017年9月20日発売）

## AKIBA'S FESTIVAL
本アルバムの発売を記念して、収録曲を引っ提げたライブイベントが神奈川県民ホールにて開催。ライブには以下のアーティストが出演した。
- i☆Ris
- イヤホンズ
- A応P
- every♥ing!
- 串田アキラ
- ミルキィホームズ
- みみめめMIMI
- 桃井はるこ

### セットリスト

#### 第1部
01.一件落着ゴ用心／イヤホンズ+串田アキラ
02.晴レ晴レファンファーレ／みみめめMIMI
03.リライミライ／みみめめMIMI
04.超反応ガール／A応P
05.はなまるぴっぴはよいこだけ／A応P
06.カラフルストーリー／every♥ing！
07.心のメモリー／every♥ing！
08.ゆめいろ学院校歌／every♥ing！
09.太陽戦隊サンバルカン／串田アキラ
10.疾風ザブングル／串田アキラ
11.宇宙刑事ギャバン／串田アキラ
12.横濱行進曲／ミルキィホームズ
13.Fighting☆Dramatic／ミルキィホームズ
14.雨上がりのミライ／ミルキィホームズ
15.ここだよ。／桃井はるこ
16.セカイじゅうのAKIHABARAで／桃井はるこ
17.LOVE.EXE／桃井はるこ
18.幻想曲WONDERLAND／i☆Ris
19.DIVE TO LIVE／i☆Ris
20.Make it!／i☆Ris
21.サンキトウセン！／イヤホンズ
22.ヨロコビノウタ／イヤホンズ
23.サトームセンCMソング／ALL CAST（串田アキラ×アキバフレンズ）
24.富士サファリパークCMソング／ALL CAST（串田アキラ×アキバフレンズ）

#### 第2部
01.一件落着ゴ用心／イヤホンズ+串田アキラ
02.リライミライ／みみめめMIMI
03.サヨナラ嘘ツキ／みみめめMIMI
04.超反応ガール／A応P
05.全力バタンキュー／A応P
06.ケサランパサラン／every♥ing！
07.心のメモリー／every♥ing！
08.カラフルストーリー／every♥ing！
09.キン肉マンGo Fight!／串田アキラ
10.We are the ONE〜僕らはひとつ〜(爆竜戦隊アバレンジャーED) ／串田アキラ
11.宇宙刑事ギャバン／串田アキラ
12.横濱行進曲／ミルキィホームズ
13.Fighting☆Dramatic／ミルキィホームズ
14.正解はヒトツ！じゃない!!／ミルキィホームズ
15.アキハバラブ -summery summer version-／桃井はるこ
16.My resolusion -あの時計の下で-／桃井はるこ
17.セカイじゅうのAKIHABARAで／桃井はるこ
18.ドリームパレード／i☆Ris
19.DIVE TO LIVE／i☆Ris
20.Goin’on／i☆Ris
21.サンキトウセン！／イヤホンズ
22.ヨロコビノウタ／イヤホンズ
23.サトームセンCMソング／ALL CAST（串田アキラ×アキバフレンズ）
24.富士サファリパークCMソング／ALL CAST（串田アキラ×アキバフレンズ）